# Buckhorn (Kentucky)
Buckhorn é uma cidade localizada no estado americano de Kentucky, no Condado de Perry.

## Demografia
Segundo o censo americano de 2000, a sua população era de 144 habitantes. 
Em 2006, foi estimada uma população de 151, um aumento de 7 (4.9%).

## Geografia
De acordo com o United States Census Bureau tem uma área de 
1,3 km², dos quais 1,3 km² cobertos por terra e 0,0 km² cobertos por água. Buckhorn localiza-se a aproximadamente 269 m acima do nível do mar.

## Localidades na vizinhança
O diagrama seguinte representa as localidades num raio de 36 km ao redor de Buckhorn. 